# Bassila
Bassila è una città situata nel dipartimento di Donga nello Stato del Benin con 81 745 abitanti (stima 2006).